# Vụ đầu độc Sergei và Yulia Skripal
Vào ngày 4 tháng 3 năm 2018, Sergei Skripal, cựu sĩ quan tình báo Nga kiêm điệp viên hai mang và con gái của ông, Yulia, đến thăm ông từ Moskva, bị đầu độc bằng chất độc thần kinh Novichok ở Salisbury, Anh, nơi ông sinh sống.
Đến thời điểm ngày 15 tháng 3 năm 2018, tại bệnh viện cấp huyện Salisbury sức khỏe của họ vẫn còn trong tình trạng nguy kịch, và một cảnh sát đang điều tra vụ việc cũng bị bệnh nặng. Vụ đầu độc đang được các cơ quan chức năng Anh điều tra xem là một vụ mưu sát. Trong vài ngày xảy ra vụ việc, 180 nhân viên vũ trang đã được huy động để giúp di chuyển các phương tiện bị nhiễm chất độc và tìm kiếm dấu vết chất độc thần kinh khắp thành phố. Cuộc điều tra đã tập trung vào nhà và xe của Sergei Skripal, một băng ghế mà các nạn nhân bị phát hiện bất tỉnh, một nhà hàng trong đó họ ăn tối và một quán rượu nơi họ đã uống. Kết quả cho thấy Skripal và con gái có lẽ đã tiếp xúc với chất độc ở nhà, do nồng độ của chất độc được tìm thấy là cao nhất tại cửa nhà ông ta.
Ngày 14 tháng 3, chính phủ Anh chính thức cáo buộc nhà nước Nga chịu trách nhiệm cho vụ đầu độc và vi phạm Công ước cấm vũ khí hóa học. Phía Nga đã bác bỏ và cho rằng ngộ độc là một sự khiêu khích và họ là nạn nhân của một âm mưu. Xung đột ngoại giao nổ ra, chính phủ Anh trục xuất 23 nhà ngoại giao Nga tại Anh, và từ chối việc mời các nhà điều tra Nga tham gia điều tra vụ việc. Anh cũng cập nhật cho các thành viên của Hội đồng Bảo an Liên Hợp Quốc về vụ điều tra. Vương quốc Anh, Hoa Kỳ, Pháp và Đức lên án Nga, cho đây là "vụ tấn công bằng chất độc thần kinh đầu tiên ở châu Âu kể từ thời Đệ Nhị Thế Chiến", viết rằng đó là một cuộc tấn công vào chủ quyền Anh và vi phạm Công ước vũ khí hoá học và luật pháp quốc tế. Tính tới ngày 27 tháng 3, ngoài tổ chức NATO, tổng cộng 27 nước tuyên bố trục xuất 140 nhà ngoại giao Nga.
Ngày 4 tháng 7 năm 2018, một vụ ngộ độc với Novichok khác xảy ra, lần này nạn nhân là 2 cư dân của thị trấn Amesbury, cách Salisbury 11 km về phía bắc. Hiện chưa tìm được thủ phạm, và Bộ Nội vụ Anh đưa ra giả thuyết có khả năng nhất là Novichok ở trong đống bị loại bỏ sau cuộc tấn công Skripal.
Ngày 5 tháng 9 năm 2018, cảnh sát Anh đưa ra những bức ảnh của hai nghi phạm là công dân Nga, coi họ là nhân viên GRU đã đến Vương quốc Anh dưới tên giả . Tuy nhiên các công dân này, là Alexander Petrov và Ruslan Boshirov, ngày 13/9 đã xuất hiện trên truyền thông, xác nhận họ là người trong các bức ảnh, nhưng làm việc ở cơ sở dân sự và đi du lịch đến Salisbury  và không liên quan tới chính phủ Nga .
Vào thập kỷ 90, Skripal là một sĩ quan của Tổng cục Tình báo Quốc phòng Nga (GRU), và ông làm việc như một điệp viên hai mang cho Cục Tình báo mật Vương quốc Anh từ năm 1995 cho tới khi bị bắt tại Moskva vào tháng 12 năm 2004. Hai năm sau, ông bị kết tội phản quốc và bị kết án 13 năm tù giam. Ông định cư tại Anh trong năm 2010 sau cuộc trao đổi gián điệp của Chương trình Illegals. Yulia Skripal là một công dân Nga, còn Sergei Skripal hiện là một công dân Anh.

## Vụ đầu độc
Ngày 4 tháng 3 năm 2018, Sergei Skripal, cư dân 66 tuổi ở Salisbury, và con gái 33 tuổi của ông, Yulia, đã bay đến sân bay Heathrow London từ Nga ngày hôm trước, bị phát hiện bất tỉnh trên một băng ghế công cộng trong trung tâm Salisbury. Một nhân chứng cho biết Yulia sùi bọt mép, đôi mắt của cô trợn ngược và trắng dã hoàn toàn. Các nhân viên y tế đã đưa họ đến bệnh viện quận Salisbury, nơi các nhân viên y tế xác định rằng hai người đã bị đầu độc bằng một chất độc thần kinh. Cảnh sát tuyên bố đây là một sự cố lớn khi nhiều cơ quan tham gia. Sau vụ việc, các cơ quan y tế đã kiểm tra 21 thành viên của các dịch vụ cấp cứu và công chúng cho các triệu chứng; ba nhân viên cảnh sát đã phải nhập viện - hai người bị thương nhẹ, trong khi một, thám tử Nick Bailey, người đã được phái đến nhà Sergei của Skripal, đang trong tình trạng trầm trọng.
Ngày 15 tháng 3 năm 2018, Skripal và con gái của ông vẫn còn trong tình trạng nguy kịch, và Bailey tuy nghiêm trọng nhưng ổn định.
Ngày 06 tháng 4 năm 2018, Skripal và con gái của ông đã thoát khỏi tình trạng nguy kịch và đang có tiến triển tốt sau một tháng điều trị do trúng độc.

## Cuộc điều tra

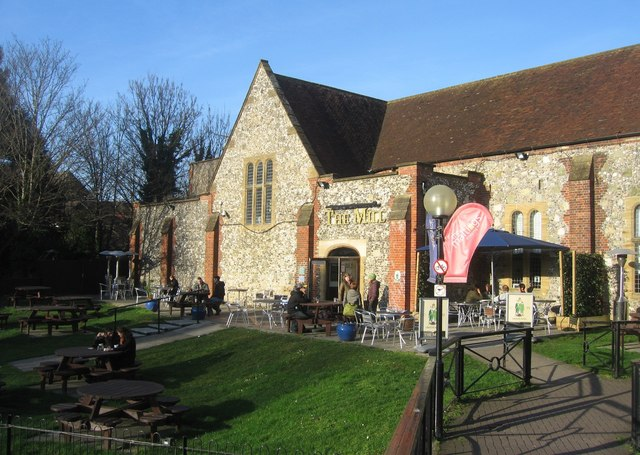
Quán rượu Mill ở Salisbury nơi Skripal đến uống vào ngày ông bị đầu độc

Vào ngày 6 tháng 3, Mạng lưới Cảnh sát chống Khủng bố Quốc gia đã thỏa thuận là Bộ phận Chống Khủng bố của Cảnh sát Thủ đô Anh sẽ tiếp nhận nhiệm vụ điều tra từ Cảnh sát Wiltshire. Trợ lý Mark Rowley, người đứng đầu Cơ quan Kiểm soát Chống Khủng bố, đã kêu gọi các nhân chứng cho vụ việc hỗ trợ sau cuộc họp tử Phòng họp của Văn phòng Nội các (Cabinet Office Briefing Rooms - COBR) do Bộ trưởng Bộ Nội vụ Anh, Amber Rudd chủ tọa. Các mẫu của tác nhân thần kinh được sử dụng trong cuộc tấn công này đã có xét nghiệm dương tính tại Phòng thí nghiệm Khoa học và Công nghệ Quốc phòng ở Porton Down, là một chất độc "rất hiếm"  mà Thủ tướng Anh Theresa May xác định vào ngày 12 tháng 3 là một trong những chất độc Novichok do Liên Xô sản xuất vào thập niên 1980.
Ngày 9 tháng 3 năm 180 chuyên gia quân sự trong lĩnh vực phòng vệ chiến tranh hóa học và khử nhiễm, cũng như 18 chiếc xe, đã được triển khai để hỗ trợ Cảnh sát Thủ đô Anh đưa các phương tiện và đồ vật ra khỏi hiện trường và tìm kiếm thêm dấu vết của các chất độc thần kinh. Các nhân viên được rút ra chủ yếu từ quân đội, bao gồm các giảng viên từ Trung tâm Quốc phòng CBRN và Nhóm Tìm kiếm và Tìm kiếm Vũ khí 27, cũng như từ Hải quân Hoàng gia và Không quân Hoàng gia.
Các phương tiện bao gồm TPz Fuchs do Falcon Squadron điều hành từ Royal Tank Regiment. Vào ngày 11 tháng 3, chính phủ Anh khuyến cáo những người đã có mặt tại quán rượu The Mill và nhà hàng Zizzi ở Salisbury vào ngày 4 và 5 tháng 5 nên giặt hoặc lau dọn tài sản của họ, nhấn mạnh rằng rủi ro đối với công chúng là thấp.
Ngày 14 tháng 3, cuộc điều tra tập trung vào nhà và xe hơi của Skripal, một băng ghế nơi hai người ngồi ngã bất tỉnh, một nhà hàng ăn tối và một quán rượu nơi họ tới.

### Kết quả từ OPCW
Ngày 12 tháng 4, Tổ chức Cấm Vũ khí Hóa học (OPCW) xác nhận theo kết quả của 4 thử nghiệm là chất độc có nguồn gốc từ Nga. Cùng ngày, người phát ngôn Bộ Ngoại giao Nga Maria Zakharova cho biết Moskva có lý do để tin rằng báo cáo này là một phần trong kế hoạch của Anh nhằm hạ uy tín của Nga. Nga sẽ không tin vào bất kỳ kết luận nào về vụ đầu độc trừ khi các chuyên gia Nga được tiếp cận cuộc điều tra.

## Phản ứng và bình luận

### Chính phủ Anh
Vào ngày 8 tháng 3 năm 2018, Bộ trưởng Nội vụ Vương quốc Anh, Amber Rudd nói rằng việc sử dụng một chất độc thần kinh trên đất Anh là một "hành động thô bạo và liều lĩnh" về tội giết người "theo cách tàn nhẫn và công khai nhất" Tom Tugendhat, Chủ tịch Ủy ban Lựa chọn Ngoại giao của Hạ viện, nói rằng bằng chứng cho thấy chính phủ Nga đã cố gắng ra lệnh giết người, dẫn chứng những điểm tương đồng với sự ngộ độc của Alexander Litvinenko và những mối đe dọa trước đó đối với cuộc đời của Skripal. Vào ngày 12 tháng 3 năm 2018, phát biểu tại Hạ viện, Thủ tướng Theresa May đã đưa ra một tuyên bố về vụ việc, cho rằng, Mosva có "khả năng rất cao" đứng sau vụ đầu độc ông Sergei Skripal và con gái. Theo bà, chất độc thần kinh được sử dụng trong vụ đầu độc được sản xuất tại Nga. Mặc dù khẳng định sẽ không hành động nóng vội, nhưng phía Anh kiên quyết sẽ có phản ứng mạnh mẽ một khi có đủ bằng chứng cho thấy Nga dính líu tới vụ án. Theo đó, Anh yêu cầu Nga đưa ra lời giải thích muộn nhất là vào cuối ngày 13 tháng 3 (theo giờ địa phương). Nếu Nga không có câu trả lời thỏa đáng, chính phủ Anh sẽ kết luận vụ tấn công có liên quan đến việc Nga sử dụng phương tiện bất hợp pháp chống lại Anh, khi đó Thủ tướng May sẽ quay lại Hạ viện đề xuất đáp trả một cách mạnh mẽ và thích đáng, như: trục xuất các nhà ngoại giao, điệp viên của Nga, tiến hành các biện pháp trừng phạt tài chính mới chống Nga... Thậm chí, Anh sẽ lên kế hoạch thảo luận với Mỹ và các đồng minh ở châu Âu về khả năng tẩy chay World Cup 2018 tại Nga.

### Chính phủ Nga
Một phát ngôn viên của Tổng thống Nga Vladimir Putin đã nói rằng, "Chúng tôi nhìn thấy tình hình bi thảm này, nhưng chúng tôi không có thông tin về những gì có thể dẫn đến điều này, những gì ông đã tham gia vào". Vào ngày 12 tháng 3 năm 2018, cả Vladimir Putin và người phát ngôn của ông đã bác bỏ những câu hỏi về vụ việc trên báo chí không liên quan đến chính phủ Nga. Dmitry Peskov, Thư ký Báo chí của Putin, giải thích rằng không có đại diện chính thức nào về vấn đề này được đưa ra từ chính phủ Anh, trong khi "công dân Nga này đã từng làm việc cho một trong những dịch vụ bí mật của Anh" và vụ việc xảy ra trên đất Anh.
Sau tuyên bố của Thủ tướng Theresa May vào ngày 12 tháng 3 tại Quốc hội, Ngoại trưởng Nga Sergey Lavrov, nói chuyện với báo chí Nga vào ngày 13 tháng 3, đã đề cập đến tuyên bố này như là "một tối hậu thư từ Luân Đôn" và đã xác nhận lời phát biểu của người phát ngôn của Bộ vào ngày hôm trước, tuyên bố "một màn biểu diễn xiếc tại Quốc hội Anh", ông nói thêm rằng cần phải tuân theo thủ tục quy định trong Hiệp ước Vũ khí hoá học, trong đó Nga có quyền tiếp cận với chất có vấn đề và 10 ngày để đáp ứng. Ông gọi các cáo buộc về sự đồng lõa của Nga "nhảm nhí". Người phát ngôn Bộ Ngoại giao Nga, phát biểu trên kênh truyền hình nhà nước Nga vào tối ngày 13 tháng 3, nói rằng không ai có quyền ra tối hậu thư cho Nga trong 24 giờ. Vào tối ngày 13 tháng 3 năm 2018, Đại sứ quán Nga tại Luân Đôn đã đăng một đoạn tweet nói rằng Nga đã phát một công hàm ngoại giao từ chối bất kỳ sự liên quan nào trong sự kiện Salisbury. Đại sứ quán đã đưa ra một số thông tin khác vào ngày 13 tháng 3 rằng Moskva sẽ không đáp ứng tối hậu thư của Luân Đôn cho tới khi nhận được các mẫu chất hoá học mà các nhà điều tra Anh đang đề cập đến.
Ngày 18.03, sau khi tái đắc cử tổng thống, Putin cho việc cáo buộc Nga có dính líu vào việc đầu độc này là vô lý: "Nga không có chất độc này. Chúng tôi đã phá hủy tất cả các vũ khí hóa học của mình dưới sự kiểm soát của các nhà quan sát quốc tế." 

### Chính phủ Hoa Kỳ
Vào ngày 12 tháng 3 năm 2018, sau tuyên bố của Theresa May tại Quốc hội, Bộ trưởng Ngoại giao Hoa Kỳ Rex Tillerson đã đưa ra một tuyên bố ủng hộ hoàn toàn lập trường của chính phủ Anh về vụ tấn công ngộ sát, bao gồm "đánh giá của Nga rằng Nga có thể chịu trách nhiệm cho cuộc tấn công của thần kinh diễn ra tại Salisbury ". Ngày hôm sau, Tổng thống Hoa Kỳ Donald Trump nói rằng Nga có thể có trách nhiệm.

### Tổ chức cấm vũ khí hóa học
Tổng giám đốc Ahmet Üzümcü của Tổ chức Cấm Vũ khí Hóa học (OPCW), đưa ra tuyên bố lên một cuộc họp của Hội đồng Giám đốc điều hành rằng việc sử dụng một chất độc thần kinh để gây độc cho Skripals là "rất quan tâm" và nói thêm: "cực kỳ lo ngại rằng các tác nhân hóa học vẫn đang được sử dụng để gây hại cho người dân, những người sử dụng này phải chịu trách nhiệm về hành động của họ"
Trong một nhìn nhận khác, cựu giám đốc Tổ chức Cấm Vũ khí Hóa học Jose Bustani từ năm 1997 tới 2002 cho rằng Anh không thể xác định chất độc dùng để mưu sát bố con Skripal nhanh như vậy.

### Liên minh châu Âu và các quốc gia thành viên
Phó Chủ tịch Uỷ ban châu Âu, ông Frans Timmermans lập luận về "tình đoàn kết châu Âu" rõ ràng, không thay đổi và mạnh mẽ với Anh Quốc khi nói chuyện với các nhà lập pháp ở Strasburg vào ngày 13 tháng 3. Federica Mogherini, Đại diện Cao cấp của Liên minh Ngoại giao và Chính sách An ninh, đã bày tỏ sự sốc và ủng hộ khối này. Guy Verhofstadt, nhà đàm phán Brexit của Nghị viện châu Âu tuyên bố tình đoàn kết với người Anh.
Ngoại trưởng Pháp Jean-Yves Le Drian gọi vụ việc là "một cuộc tấn công hoàn toàn không thể chấp nhận được". Tuyên bố của bộ này không đề cập đến Nga. Thủ tướng Đức, Angela Merkel, đã lên án cuộc tấn công "theo cách sắc bén nhất". Norbert Röttgen, một bộ trưởng liên bang của chính phủ Angela Merkel và là chủ tịch của Ủy ban Ngoại giao quốc hội Đức, nói rằng vụ việc đã chứng minh nhu cầu Anh phải xem lại chính sách mở cửa đối với thủ đô của Nga có nguồn gốc đáng ngờ.

### NATO
Ngày 14 tháng 3 năm 2018, NATO đã đưa ra một phản ứng chính thức đối với cuộc tấn công này. Liên minh đã bày tỏ mối quan tâm sâu sắc về việc sử dụng lần đầu tiên của một chất độc thần kinh trên lãnh thổ của mình kể từ khi thành lập và chỉ ra rằng cuộc tấn công rõ ràng đã vi phạm các hiệp định quốc tế. NATO kêu gọi Nga tiết lộ đầy đủ về nghiên cứu của mình về Novichok cho Tổ chức Ngăn Chặn Vũ khí Hóa học.

### Úc
Thủ tướng Úc Malcolm Turnbull và Ngoại trưởng, Julie Bishop, đã đưa ra một tuyên bố chung vào hôm thứ năm rằng nước này đang "xem xét các phản ứng của mình để hỗ trợ cho Vương quốc Anh" trong vụ Salisbury và nói thêm rằng bà May đã đưa ra "một trường hợp thuyết phục" về trách nhiệm của nước Nga đối với cuộc tấn công và Australia "đứng vững với Anh trong sự đoàn kết và ủng hộ mạnh mẽ nhất phản ứng của Thủ tướng May", tuyên bố nói.

### Canada
Thủ tướng Canada Justin Trudeau nói rằng ông đã nói chuyện với Thủ tướng Theresa May rằng Canada đứng sau Anh: "Cuộc tấn công là đáng khinh và không thể chấp nhận rằng sẽ có vũ khí hoá học được sử dụng chống lại công dân Vương quốc Anh". Bộ trưởng Bộ Ngoại giao Canda Chrystia Freeland cũng đưa ra một tuyên bố lên án vụ tấn công này: "Chúng tôi lên án mạnh mẽ nhất việc sử dụng một chất hoá học trên lãnh thổ chủ quyền của Anh Quốc - một điểm mà tôi vừa mới chuyển đến cho người đồng cấp Anh của tôi, Bộ trưởng Boris Johnson. Sự tham gia của Nga vào cuộc tấn công này là một sự vi phạm nghiêm trọng của trật tự dựa trên luật lệ.

### Báo chí Nga
Trong vài ngày sau khi cuộc đầu độc diễn ra, các cơ quan truyền thông chủ đạo của Nga đã phớt lờ sự cố.
Vào ngày 7 tháng 3 năm 2018, Kirill Kleimyonov của đài truyền hình nhà nước, Kênh Một nước Nga trong chương trình Vremya nói rằng "làm là kẻ phản bội đất mẹ" là một trong những ngành nghề nguy hiểm nhất và đã cảnh báo: "Đừng chọn nước Anh như một quốc gia tiếp theo để sinh sống. Dù lý do gì, cho dù bạn là một kẻ phản bội quê hương chuyên nghiệp hay bạn chỉ ghét quốc gia của bạn trong thời gian rảnh rỗi, tôi nhắc lại, không có vấn đề gì, đừng đến nước Anh. Có điều gì đó không phải ở đó. Có lẽ đó là khí hậu, nhưng trong những năm gần đây đã có quá nhiều sự cố kỳ lạ với một kết quả nghiêm trọng, những người bị treo cổ, bị đầu độc, họ chết trong tai nạn máy bay trực thăng và rơi ra ngoài cửa sổ với số lượng lớn." Bài bình luận của Kleimyonov đã được nối tiếp với một bản tin điểm lại những vụ chết người liên quan đến Nga ở nước Anh, như của nhà tài chính Alexander Perepilichny, nhà kinh doanh Boris Berezovsky, cựu sĩ quan FSB Alexander Litvinenko, và chuyên gia phóng xạ Matthew Puncher. Người ta phát hiện Litvinenko đã bị đầu độc bằng polonium; ông qua đời năm 2006, năm tháng sau một chuyến đi tới Nga.

### Nghi phạm
Vào ngày 05 tháng 9 năm 2018, Tư pháp Anh khởi tố hai công dân Nga về âm mưu giết người, dự định giết người trong ba trường hợp, và vi phạm "Đạo luật vũ khí hóa học". " người Nga đã vào nước Anh với giấy tờ tùy thân của Nga thực sự với tên giả.. Theo tường thuật phương tiện truyền thông, hai người đó là Alexander P. và Ruslan B., và chính quyền Anh đã biết tên thực của 2 người Nga này. Một lệnh bắt giữ châu Âu đã được ban hành chống lại cả hai người này. Các nhà chức trách Anh cho biết đây là 2 thành viên của cơ quan tình báo quân đội GRU của Nga. Họ đã đến vào ngày 2 tháng 3 bằng máy bay từ Moskva tới Gatwick, dọ thám khu vực Salisbury vào ngày 03 tháng 3, và bị cáo buộc tấn công thuốc độc ngày 04 tháng 3. Trong khi đi lại, họ đã bị máy quay video giám sát quay nhiều lần. Sau đó, họ lấy chuyến tàu tới Heathrow và rời khỏi nước Anh vào ngày 4.3 lúc 22.30 với một chuyến bay đi Moskva. Họ đã đặt hai chuyến bay khứ hồi, một chuyến bay khác vào sáng hôm sau. Trong phòng khách sạn của họ có những dấu vết của chất hóa học Nowitschok được tìm thấy.
Vào ngày 26 tháng 9, nhóm điều tra Bellingcat đã xác định một trong 2 kẻ tình nghi và công bố tên thật và chi tiết về sự nghiệp tình báo của ông ta. Theo đó, "Ruslan B." là gián điệp GRU Anatoly Vladimirovich Chepiga, sinh năm 1979 gần biên giới Nga-Trung Quốc. Năm 18 tuổi, ông chuyển đến một trường ưu tú cho các sĩ quan Thủy quân Lục Chiến và Speznas, tốt nghiệp vào năm 2001 với bằng khen. Sau đó ông phục vụ trong Lữ đoàn Speznas thứ 14 ở Khabarovsk. Ông được gọi là "Ruslan B." từ năm 2003 đến năm 2010 và dưới cái tên này, ông đã được chuyển đến Moscow. Qua sự tham gia của ông trong cuộc chiến Nga-Ukraina, ông được Tổng thống Putin trao tặng vào tháng 12 năm 2014 với vinh dự cao nhất của đất nước, người anh hùng của Liên bang Nga. Giải thưởng đã được công bố trên trang web của trường quân sự cũ của ông, nhưng không đề cập đến chi tiết về nhiệm vụ của ông ngoài việc lưu ý "theo sắc lệnh của tổng thống Nga." 
Vào ngày 8 tháng 10, nhóm điều tra Bellingcat cho biết nghi phạm thứ hai Alexander Petrow có tên thật là Alexander Jewgenjewitsch Mischkin, có biệt hiệu là bồn cá, một bác sĩ quân đội làm việc cho cơ quan tình báo quân đội GRU. Cả ông này cũng được trao tặng danh hiệu anh hùng của Liên bang Nga.

## Biện pháp đáp trả

Các nước ra lệnh trục xuất nhà ngoại giao Nga (màu xanh)

Ngày 14 tháng 3, Thủ tướng Anh Theresa May tuyên bố trục xuất 23 nhà ngoại giao Nga ra khỏi nước Anh. Họ được cho 1 tuần để thu xếp. Đây là cuộc trục xuất lớn nhất kể từ 30 năm nay. Thêm vào đó, lời mời bộ trưởng ngoại giao Sergey Lavrov viếng thăm Anh bị hủy bỏ.
Ngày 17 tháng 3, Nga trả đũa, tuyên bố trục xuất 23 nhà ngoại giao Anh và ra lệnh đóng cửa lãnh sự quán Anh ở Sankt-Peterburg và Hội đồng Anh ở Moskva.
Ngày 23 tháng 3, trong một cuộc họp mặt thượng đỉnh Liên minh châu Âu, 28 chính phủ đã cùng lên án việc đầu độc trong một bản tuyên bố.
Ngày 26 tháng 3, Tổng thống Mỹ Donald Trump ký sắc lệnh trục xuất 60 nhà ngoại giao Nga và đóng cửa lãnh sự quán của Nga tại Seattle. Trong số quan chức Nga bị trục xuất có 12 nhà ngoại giao thuộc phái đoàn Nga tại Liên Hợp Quốc. Các quốc gia công bố lệnh trục xuất nhà ngoại giao Nga gồm có Mỹ, Canada, Ukraine, Na Uy, Albania, Australia và 16 quốc gia thành viên EU gồm Croatia, Séc, Đức, Pháp, Đan Mạch, Phần Lan, Estonia, Hungary, Italy, Latvia, Litva, Hà Lan, Ba Lan, Romania, Tây Ban Nha và Thụy Điển. Tổng cộng 27 nước và NATO trục xuất hơn 150 nhà ngoại giao Nga. Tuy nhiên, một số quốc gia châu Âu vẫn từ chối tham gia nỗ lực trừng phạt Nga. Bulgaria, nước giữ vai trò chủ tịch luân phiên Liên minh châu Âu, tuyên bố sẽ không trục xuất nhà ngoại giao Nga và muốn có thêm bằng chứng trong vụ điều tra Skripal bị đầu độc trước khi có hành động tiếp theo.
Ngày 29 tháng 3, Nga tuyên bố trục xuất 150 nhà ngoại giao của các nước Australia, Albania, Đức, Đan Mạch, Ireland, Tây Ban Nha, Italy, Canada, Latvia, Litva, Macedonia, Moldova, Hà Lan, Na Uy, Ba Lan, Romania, Ukraine, Phần Lan, Pháp, Croatia, Cộng hòa Czech, Thụy Điển và Estonia, trong đó có 60 nhà ngoại giao của Mỹ (58 nhà ngoại giao làm việc tại Đại sứ quán Mỹ ở Moskva và 2 nhà ngoại giao tại Tổng lãnh sự quán Mỹ ở Yekaterinburg), đồng thời đóng cửa lãnh sự quán Mỹ tại Sankt-Peterburg. Ngoài ra, Nga yêu cầu Anh trong vòng 30 ngày phải cắt giảm số nhân viên ngoại giao tại Nga xuống ngang bằng số nhân viên ngoại giao Nga ở Anh.
Ngày 6 tháng 4, Bộ Ngân khố Hoa Kỳ quyết định áp đặt lệnh trừng phạt lên lên 17 quan chức Nga, 7 nhà tài phiệt, 12 công ty được cho là có quan hệ gần gũi với Tổng thống Putin, một công ty xuất khẩu vũ khí và một ngân hàng thuộc sở hữu của chính phủ Nga. Cụ thể, chính quyền Hoa Kỳ đóng băng tất cả tài sản của các cá nhân và tổ chức bị liệt kê trong danh sách. Công dân Hoa Kỳ bị cấm giao dịch với các cá nhân và tổ chức này. Người nước ngoài có thể phải đối mặt lệnh trừng phạt của Hoa Kỳ nếu tiếp tay hoặc tiến hành giao dịch thay mặt cho các cá nhân và tổ chức bị nêu tên. Bộ Ngân khố Hoa Kỳ cho biết quyết định trừng phạt không phải chỉ vì vụ đầu độc Sergei Skripal mà là đòn đáp trả "những hoạt động nguy hiểm trắng trợn khắp toàn cầu" của Nga.